# Ruta Provincial 4 (Misiones)
La Ruta Provincial 4 es una carretera argentina con jurisdicción en la Provincia de Misiones. Recorre aproximadamente 72 kilómetros dentro de los departamentos Candelaria, Leandro N. Alem y San Javier. Tiene su inicio en la intersección con la Ruta Provincial 103 en cercanías de la localidad de Santa Ana y culmina en la ciudad de San Javier, donde se superpone con la Ruta Provincial 2 en sus últimos kilómetros.

## Recorrido

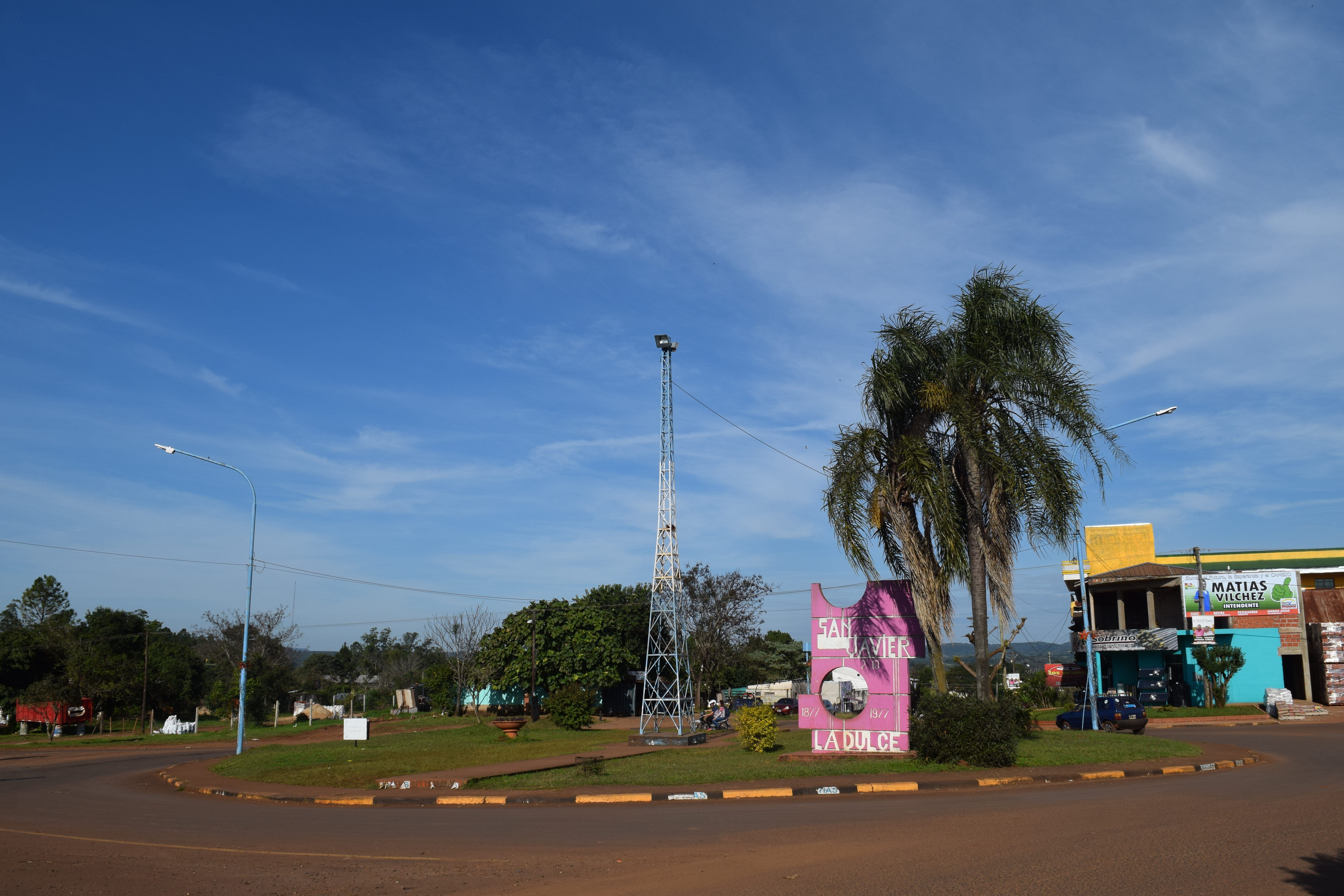
Rotonda de acceso a San Javier.

La ruta tiene sentido general noroeste-sudeste y está totalmente asfaltada. Tiene su inicio en la intersección con la Ruta Provincial 103 en cercanías de la localidad de Santa Ana y dentro del departamento Candelaria recorre además el municipio de Bonpland. Continúa luego, hasta la ciudad de Leandro N. Alem, donde se convierte en autovía dentro de su eje urbano y hasta su intersección con la Ruta Nacional 14. La autovía posee 4 carriles (dos por sentido) con un ancho de 6,65 metros. Tras pasar la Ruta 14, continúa en dirección sur hasta la localidad de San Javier, donde se superpone con la Ruta Provincial 2 en sus últimos kilómetros.

## Localidades
Las ciudades y pueblos por los que pasa esta ruta son las siguientes:
- Departamento Candelaria: Santa Ana y Bonpland.
- Departamento Leandro N. Alem: Leandro N. Alem.
- Departamento San Javier: San Javier.

## Estado de conservación
La ruta presenta en algunos tramos problemas de grietas y baches. Debido a la naturalidad del terreno, que es pedregoso, en días lluviosos corre mucha agua por debajo de la cinta asfáltica debilitando la misma, permitiendo que se produzcan rajaduras, roturas y desprendimientos.